# 胡安·拉蒙·莫利纳国家图书馆
胡安·拉蒙·莫利納國家圖書館是宏都拉斯的國家圖書館，位於首都特古西加爾巴。藏書超過40,000冊。成立於1880年8月27日，2009年以詩人胡安·拉蒙·莫利納的名字重新命名。